# Орисанги
Орисанги (“жертовні казани”), (рос. орисанги (“жертвенные котлы”), англ. oricangas, solution basins; нім. “Oricangas” pl, Opferkessel m pl) – замкнені заглиблення діаметром бл. 1 м і глибиною до дек. десятків см, які зустрічаються на пологих поверхнях г.п. без кори вивітрювання (переважно на гранітах і гнейсах). Мають плоске дно і стрімкі, іноді нависаючі борти. Утворюються внаслідок застою дощової води з певною реакцією, внаслідок якої розчиняються силікатні мінерали.